# Avenue U (linea IND Culver)
Avenue U, in passato conosciuta con il nome di Gravesend, è una fermata della metropolitana di New York, situata sulla linea IND Culver. Nel 2014 è stata utilizzata da 699 414 passeggeri.
È servita dalla linea F Sixth Avenue Local, sempre attiva.